# Соризо
Соризо (итал. Soriso) — коммуна в Италии, располагается в регионе Пьемонт, в провинции Новара.
Население составляет 748 человек (2008 г.), плотность населения составляет 122 чел./км². Занимает площадь 6 км². Почтовый индекс — 28018. Телефонный код — 0322.
Покровителем коммуны почитается святой апостол Иаков Старший, празднование 25 июля.

## Демография
Динамика населения:

## Администрация коммуны
- Официальный сайт: http://www.comune.soriso.no.it